# Twyfelfontein

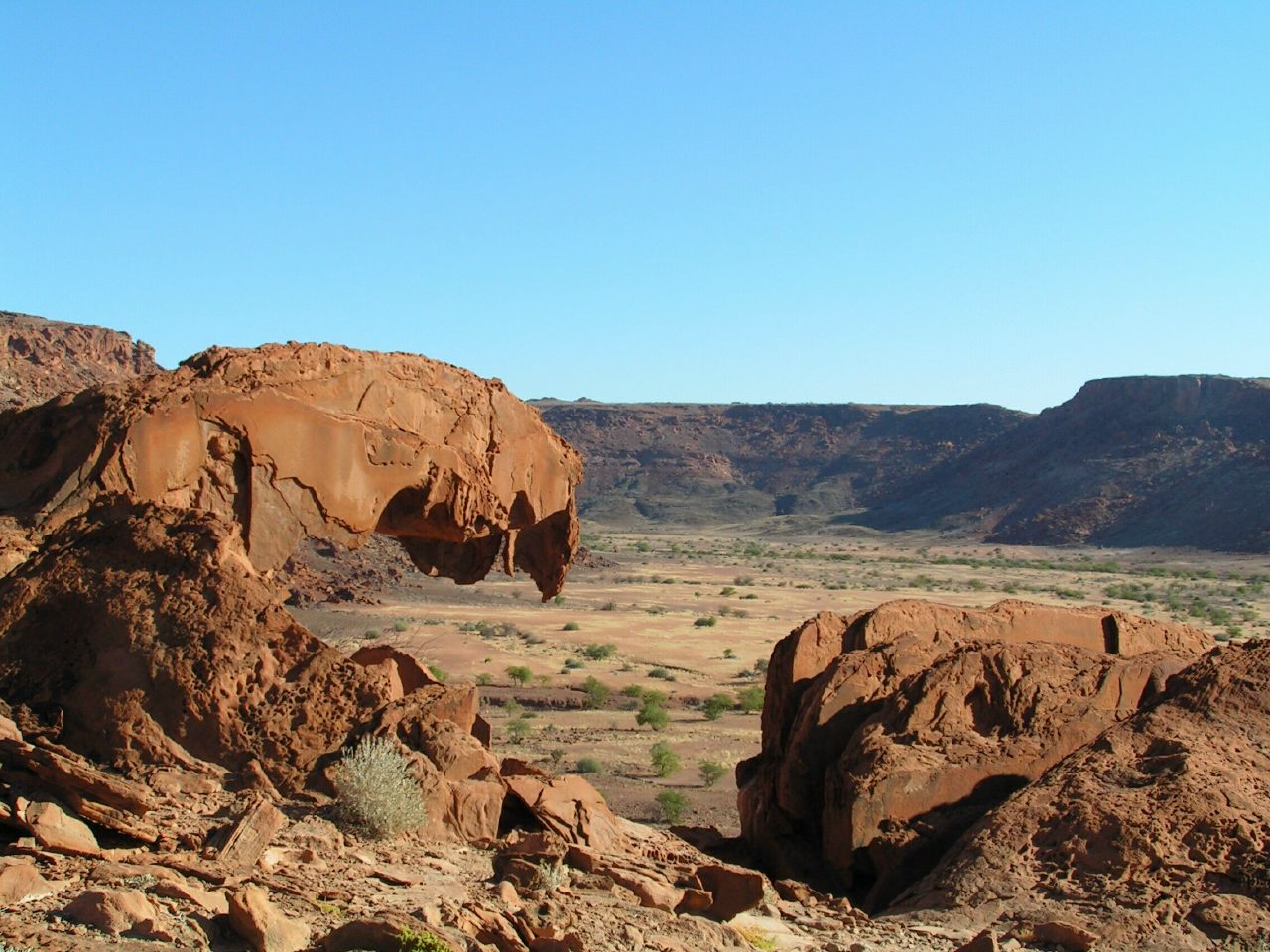
Twyfelfontein, rotsformatie "Leeuwemuil".

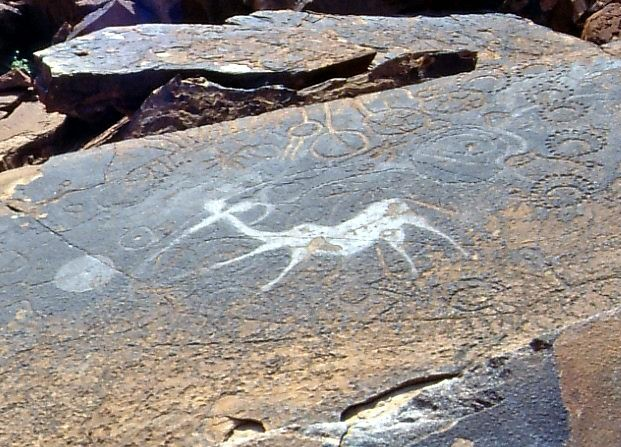
"Dansende Kudu", omringd door ornamenten.

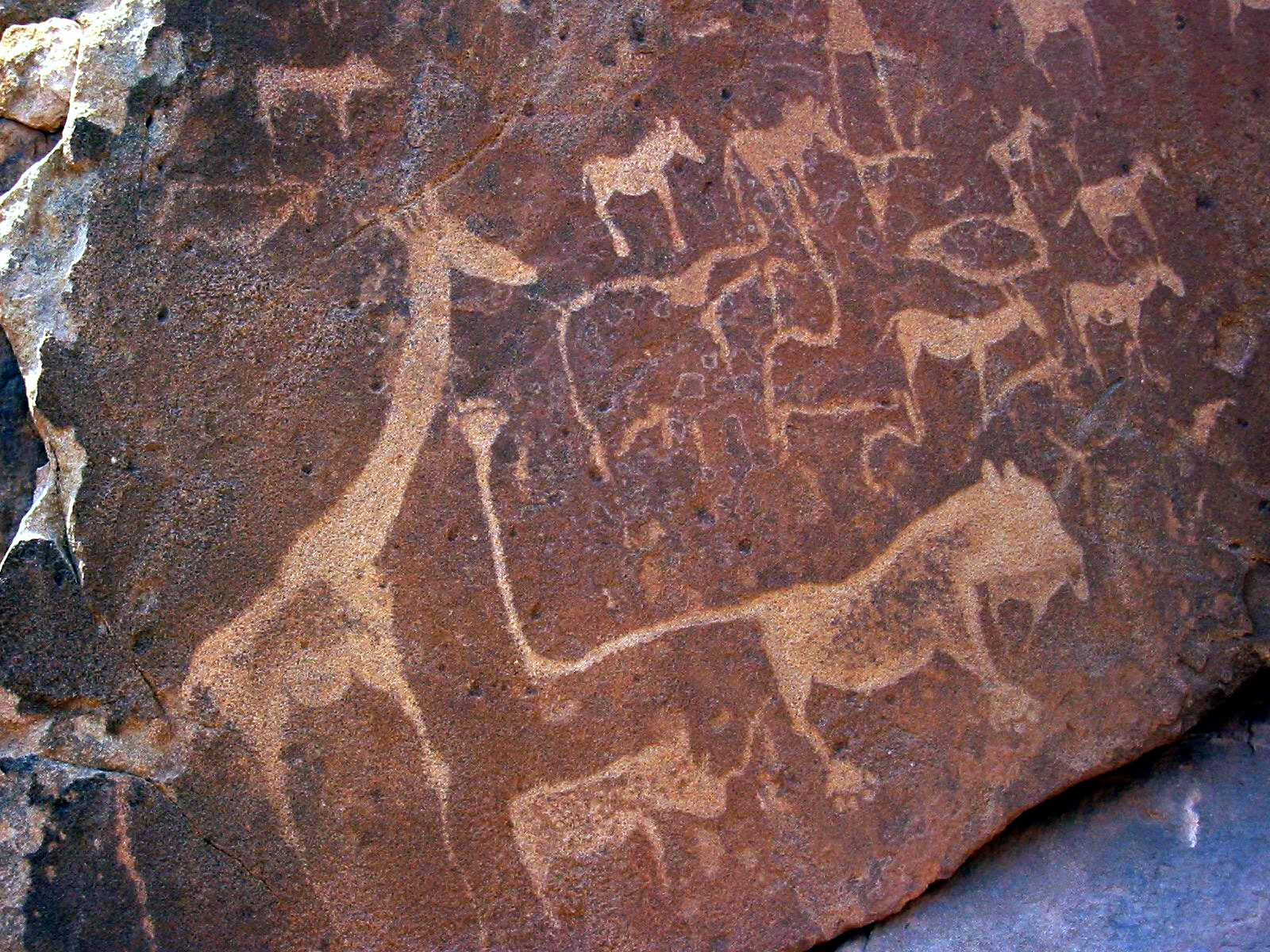
"Leeuwen", met pootafdrukken in plaats van poten en aan de staart.

Twyfelfontein is de naam van een waterbron en van het dal waarin deze bron ligt, in de bergen van Damaraland in Namibië. In de taal Nama/Damara heet het gebied Uri-Ais, "springende bron". Toen zich in 1947 blanke boeren in de streek vestigden, bleek de bron minder betrouwbaar dan gedacht, hetgeen de huidige naam inspireerde. In 1964 werd de onderneming verlaten, maar de naam is gebleven.

## Rotstekeningen
De vallei werd beroemd toen er vele honderden prehistorische rotstekeningen werden ontdekt. Het is niet bekend wanneer de ontdekking gedaan werd, onder anderen volkenkundige Reinhard Maack (1892-1969) en geoloog Volkmann worden genoemd als de eerste onderzoeker die ze wereldkundig maakte. Het bleken meer dan 2500 verschillende prenten te zijn. Nadat er al vele exemplaren waren ontvreemd, werd Twyfelfontein in 1952 uitgeroepen tot nationaal monument, en in 2007 tot werelderfgoed volgens de Werelderfgoedlijst van UNESCO. Ook op de hoogste berg van het land, de Brandberg, zijn rotstekeningen te vinden.

De tekeningen zijn niet alleen vanwege hun ouderdom bijzonder, maar ook omdat ze in de steen gekerfd zijn terwijl primitieve kunst meestal is geschilderd met natuurlijke pigmenten en houtskool. De tekeningen zijn uitbeeldingen van jachtscènes, met jagers die zijn uitgerust met pijl-en-boog. Tussen abstracte en geometrische voorstellingen zijn veel dieren getekend, waarbij opvalt dat in de plaats van poten juist pootafdrukken zijn weergegeven.
De datering van de tekeningen is niet eenvoudig, omdat de ouderdom alleen langs indirecte weg kan worden geschat. Met de toenemende leeftijd van de gegraveerde steen benadert de kleur weer die van het oorspronkelijke oppervlak. De snelheid van dit proces hangt af van het weer en andere factoren, die niemand precies kent voor Namibië. Tegenwoordig wordt aangenomen dat de gravures in zes verschillende periodes zijn vervaardigd, beginnend in 300 v.Chr. en eindigend kort na 1800. De gravures zijn zonder metalen werktuigen tot stand gekomen, vermoed wordt dat het gereedschap van de makers bestond uit kwarts, aangezien er veel kwartssplinters nabij de rotsen gevonden zijn.
- Virtual International Authority File: 234178710